# Anders Lindegaard
Anders Rozenkrantz Lindegaard (Odense, Dinamarca, 13 de abril de 1984) es un exfutbolista danés que jugaba como guardameta.

## Trayectoria

### Odense
Nacido en el barrio Dyrup de Odense, Lindegaard comenzó su carrera en el equipo Odense BK. Hizo su debut profesional en la Superliga danesa en la victoria por 3-1 ante el Silkeborg IF el 19 de noviembre de 2006. Hizo su debut en la competición de la UEFA el 30 de julio de 2009, en la victoria por 4-3 sobre Rabotnički.

### Aalesunds
En 2009 ingresó en el club noruego Aalesunds FK en condición de préstamo y posteriormente de forma permanente. En 2009 ganó la Copa de Noruega con Aalesunds FK En 2010 fue nombrado Lindegaard Portero del Año, tanto en Noruega y Dinamarca.

### Manchester United
Desde principios de noviembre de 2010, se informó que se han convertido en un objetivo para el club de Inglés Manchester United sin embargo, el ex-portero Peter Schmeichel opinó que Lindegaard aún no estaba listo para la acción regular de la Premier League. El 23 de noviembre de 2010, se informó de que el entrenador del Manchester United, Alex Ferguson espera para completar la firma del jugador, el 27 de noviembre de 2010, Lindegaard se unió al Manchester United en un contrato de tres años y medio de duración por una suma no se cree que alrededor de 3,5 millones de libras. se entrenó con el primer equipo a lo largo de diciembre, pero fue incapaz de jugar para su nuevo club hasta que la ventana de transferencia volvió a abrir el 1 de enero de 2011. Lindegaard fue registrado oficialmente con la Premier League el 6 de enero, y se le asignó el número 34 de Jersey.
El 29 de enero, Lindegaard hizo su debut con el Manchester United en la victoria por 2-1 ante el Southampton en el FA Cup Cuarta Ronda. Hizo su debut en Old Trafford el 19 de febrero en el otro partido de la FA Cup, esta vez contra el lado Conference Premier ante el Crawley Town, en el que United ganó 1-0 . El 13 de marzo se sometió a una cirugía de rodilla que le mantendrá fuera de acción durante cinco semanas.
El 14 de septiembre, Lindegaard hizo su primera apertura de la Liga de Campeones de la UEFA contra el equipo portugués S. L. Benfica. El partido terminó en un empate 1-1 con Lindegaard ganando elogios de la crítica por su actuación. El técnico Alex Ferguson, sin embargo, todavía decide continuar con la primera elección portero David de Gea para el próximo partido en la Premier League contra el Chelsea preguntando por un reto para el lugar en el primer equipo, Lindegaard dijo: "¿Qué respuesta qué se puede esperar a esa pregunta lo he dicho mil veces antes de que yo no estoy aquí para recoger a mi nariz." 
El 18 de octubre, Lindegaard fue entregado su segunda apertura Liga de Campeones para el United. Jugó contra el Otelul Galati, con el partido que terminó en una victoria por 2-0 para el United, ganando ellos su primera victoria de etapa Liga de Campeones
El 1 de octubre de 2011, Lindegaard hizo su debut en la Premier League para el United ante el Norwich City en la victoria por 2-0 en el Old Trafford. Lindegaard continuó su racha de sábanas limpias en sus próximos cuatro partidos de la Premier League, que incluyó una victoria en casa por 1-0 ante el Sunderland el 5 de noviembre, un 1-0 triunfo contra Aston Villa el 3 de diciembre, un 5-0 victoria fuera ante el Fulham el 21 de diciembre y una victoria por 5-0 en casa ante el Wigan. Su racha de sábanas limpias en la liga finalmente terminó el 4 de enero de distancia al Newcastle United, cuando fue golpeado tres veces en un partido que el United perdió 3-0. Una semana más tarde, el 8 de enero de Lindegaard jugó su partido más importante para el Manchester United hasta el momento, una victoria por 3-2 ante el Mancheter City en la FA Cup. Fue elegido de nuevo para el line-up de partida la semana siguiente cuando United venció al Bolton Wanderers por 3-0. El lunes 30 de enero de 2012, Anders dañados los ligamentos del tobillo en el entrenamiento, lo que le obligó a perderse el partido contra el Stoke City el día siguiente, junto con el malestar de primera elección significado joven David de Gea y Ben Amos juega entre los palos. Más adelante en la semana, Alex Ferguson reveló Anders faltaría para 4-5 semanas y no se espera que de nuevo hasta que el partido en casa con el West Bromwich Albion
El 3 de agosto de 2012, Lindegaard firmó un nuevo contrato de cuatro años con el Manchester United, manteniéndolo en el club hasta junio de 2016. También tomó el número 13 camiseta hecha vacante por la salida de Park Ji-Sung, que había sido fichado por el Queens Park Rangers.
Desde el partido contra el Norwich City el 17 de noviembre de 2012, el portero titular David de Gea fue baja por problemas de muelas del juicio. Lindegaard se mantuvo en la meta para los próximos cinco partidos del Manchester United hasta que David de Gea fue llamado para el partido de Liga de Campeones ante el CFR Cluj. Lindegaard regresó al primer equipo el 1 de diciembre de 2012, ante el Reading, un partido que terminó 4-3. Tras el partido, que fue objeto de críticas por el exportero del Mancheter United, Alex Stepney, quien dijo que le falta "autoridad en la parte posterior ". Después de un largo período en el banquillo como suplente de David de Gea y el Reino que ya ha asegurado la título de Liga al mes anterior, Lindegaard comenzó en la meta para el último partido de Alex Ferguson como entrenador del Manchester United contra el West Bromwi Albion en los espinos; el partido terminó 5-5. Esa aparición fue décimo de Lindegaard de la temporada, se le califica para recibir una medalla de campeón de la Premier League.
En 2013, Lindegaard hizo sólo tres partidos con el primer equipo del Manchester United contra Norwich City en la Copa de la Liga, contra el Swansea City en la FA Cup y en contra Newcastle United en la liga para mantener su portería a cero contra Norwich City y Newcastle United.

## Selección nacional
Lindegaard ha representado a Dinamarca en la sub-19, sub-20, y de alto nivel. Hizo su debut con el Dinamarca sub-19 del equipo nacional de fútbol en septiembre de 2002 y jugó un título victoria Campeonato de Fútbol Campeonato de Europa Sub-19 de 2003 por 1-0 sobre Suiza el 13 de octubre de 2002.
Jugó un total de seis partidos internacionales juveniles hasta septiembre de 2003.
Hizo su debut con la selección danesa en la Eurocopa 2012 clasificación contra Islandia el 7 de septiembre de 2010. Dinamarca ganó 1-0.  
El 8 de octubre de 2010, Dinamarca se enfrentó a Portugal en otro calificador. Al principio de la partida, con Dinamarca arrastrando 0-2, una lesión sufrida iniciando el portero, Thomas Sørensen trajo Lindegaard en acción. Hizo muchas atajadas para mantener a su equipo en el partido, pero encajó un gol en el minuto 85 a Cristiano Ronaldo para el resultado 1-3. Lindegaard comenzó la siguiente Eurocopa 2012 partido de clasificación contra Chipre, en el que Lindegaard mantuvo un cero como Dinamarca ganó 2-0. Se esperaba que cuentan para Dinamarca en la Euro 2012 final, pero debido a las lesiones jugando para su club y la falta de tiempo de juego después de la recuperación adecuada de su equipo nacional aparearse Stephan Andersen se hizo cargo después de la normalidad portero segunda opción Thomas Sørensen fue herido en un pre-torneo amistoso contra Brasil.

## Clubes
| Club                             | País       | Año       |
| -------------------------------- | ---------- | --------- |
| Odense BK                        | Dinamarca  | 2003-2009 |
| Kolding FC (cedido)              | Dinamarca  | 2008      |
| Aalesunds FK (cedido)            | Noruega    | 2009      |
| Aalesunds FK                     | Noruega    | 2009-2010 |
| Manchester United F. C.          | Inglaterra | 2011-2015 |
| West Bromwich Albion F. C.       | Inglaterra | 2015-2016 |
| Preston North End F. C. (cedido) | Inglaterra | 2016      |
| Preston North End F. C.          | Inglaterra | 2016-2017 |
| Burnley F. C.                    | Inglaterra | 2017-2019 |
| Helsingborgs IF                  | Suecia     | 2019-2022 |

## Palmarés

### Campeonatos nacionales
| Título           | Club                    | País       | Año  |
| ---------------- | ----------------------- | ---------- | ---- |
| Copa de Noruega  | Aalesunds FK            | Noruega    | 2009 |
| Community Shield | Manchester United F. C. | Inglaterra | 2011 |
| Premier League   | Manchester United F. C. | Inglaterra | 2013 |
| Community Shield | Manchester United F. C. | Inglaterra | 2013 |

### Distinciones individuales
| Distinción                         | Año  |
| ---------------------------------- | ---- |
| Portero del año del Premio Kniksen | 2010 |
| Portero danés del año              | 2010 |